# Municipio de Blooming Prairie (Minnesota)
El municipio de Blooming Prairie (en inglés: Blooming Prairie Township) es un municipio ubicado en el condado de Steele en el estado estadounidense de Minnesota. En el año 2010 tenía una población de 430 habitantes y una densidad poblacional de 4,76 personas por km².

## Geografía
El municipio de Blooming Prairie se encuentra ubicado en las coordenadas 43°53′35″N 93°6′36″O / 43.89306, -93.11000. Según la Oficina del Censo de los Estados Unidos, el municipio tiene una superficie total de 90.35 km², de la cual 88,99 km² corresponden a tierra firme y (1,5 %) 1,36 km² es agua.

## Demografía
Según el censo de 2010, había 430 personas residiendo en el municipio de Blooming Prairie. La densidad de población era de 4,76 hab./km². De los 430 habitantes, el municipio de Blooming Prairie estaba compuesto por el 99,53 % blancos, el 0,23 % eran de otras razas y el 0,23 % eran de una mezcla de razas. Del total de la población el 0,7 % eran hispanos o latinos de cualquier raza.